# Great Paxton
Great Paxton est une paroisse civile et un village du Cambridgeshire, en Angleterre.